# Glandul clitorisului
Glandul clitorisului (lindic; latină glans clitoris) reprezintă porțiunea vizibilă a aparatului erectil feminin (alcătuit din clitoris și bulbii vestibulari). Glandul apare ca o proeminență a corpul clitoridian, format prin contopirea celor două rădăcini ale corpilor cavernoși. Glandul clitorisului este amplasat în partea anterioare a vulvei, în locul joncțiunii a ramificațiilor anterioare a buzelor vaginale mici.
La prima vedere, clitorisul, în întregime, prezintă similarități cu penisul, aspectul extern al glandului clitoridian fiind asemănător cu cel al glandului penian. Totuși, o analiză mai scrupuloasă evidențiază particularitățile specifice a glandului feminin contrazicând, într-o anumită măsură, omologia [histologică] a glandului la ambele sexe.

## Morfologie
Glandul clitorisului se află la baza muntelui lui Venus, sub intersecția marginilor anterioare ale labiilor mari (buzele exterioare), în locul fuziunii ramificărilor tegumentare anterioare ale labiilor mici (buzele interioare). Ramificațiile labiilor mici înconjoară glandul formând prepuțul clitoridian, ce acoperă partea superioară, și frâul clitoridian - două pliuri pieloase, rareori simetrice, situate în partea inferioară. Glandul reprezintă cea mai cunoscută parte a clitorisului datorită locației și accesibilității sale. În prezent, este considerat pe bună dreptate centrul plăcerii sexuale feminine. Glandul poate fi proeminent, ușor vizibil prin fanta vulvară, sau ascuns printre faldurile tegumentare ale labiilor vaginale, uneori inaccesibil privirii.
Glandul este proeminență a corpul clitoridian, având formă rotunjită, ușor bombată, alungită sau conică, curbat în partea inferioară. Deși pare a fi complet rigid, glandul poate manifesta mobilitate redusă. Partea dorsală (superioară) a glandului este acoperită de prepuț, precum glandul masculin. Dar, spre deosebire, în zona de joncțiune a prepuțului cu glandului clitoridian nu se formează șanțul balano-prepuțial și nici coroană. Coroana glandului clitoridian poate fi prezintă la un număr redus de femei și doar în cazuri unice. Suprafața glandului feminin este, de obicei, netedă cu excepția treimii inferioare. De regulă suprafața glandului este omogenă, rareori prezentă o linie mediană albă care îl divizează în două regiuni laterale. 
Culoarea glandului exprimă variabilitate individuală, de la un roz pal, la fete, spre o nuanță mai roșiatică (cu o colorație identică cu cea a marginii mediane a labiilor mici) la femeile de vârstă reproductivă și o culoare mată sau albastră-gri la femeile aflate în menopauză. Colorația depinde de intensitatea ramificării vaselor arteriale și venoase.
Dimensiunile glandului sunt determinate de variațiile individuale ale organelor sexuale externe ale femeii. În cartea Gynaecology, publicată în 1931 de către Jayle F.L. după examinarea și măsurarea glandului feminin la 36 de paciente, sunt indicate următorii parametrii: lungime medie a glandului - 5,5 mm (amplitudinea 2,5 – 10 mm) și lățimea medie (diametru) de 3,5 mm. Un studiu american din 1992 realizat de Verkauf B.S., bazat pe datele acumulate în cadrul a 200 de examene ginecologice, indică cifre asemănătoare, 5,1 ± 1,4 mm în lungime (cu extreme de 3 – 8 mm) și 3,4 ± 1,0 mm în diametru (cu extreme de 2 – 5 mm). Autorii studiului au demonstrat că dimensiunea glandului nu depinde de constituția corpului femeii și metodelor contraceptive utilizate. 
Totuși, aceste studii remarcă modificări ale mărimii glandului înainte și după naștere. De asemenea, se atestă o diferență a mărimii glandului la femei de diferite rase.
Morfologia externă a glandului variază nu numai în funcție de dimensiunile sale, dar și în dependență de linia de inserție sau de gradului de dezvoltare a prepuțului. După aspectul extern și nivelul de dezvoltare a ramificărilor labiilor, Jayle a propus clasificarea glandului în următoarele categorii:
- Gland proeminent – este vizibil fără de a fi nevoie de a îndepărta labiile.
- Gland aparent – devine vizibil la o ușoară îndepărtare a labiilor mici.
- Gland acoperit – devine vizibil prin retragerea prepuțului.
- Gland ascuns complet – dificil de exteriorizat din cauza lungimii prepuțului și pliurilor frâului.

Absența orificiul în vârfului glandului clitorisului reprezintă un fenomen comun pentru femeie, cu unele excepții. Extrem de rar, poate fi observat un canal orb de 4 - 6 mm lungime, găsit, de obicei, doar pe preparate microscopice histologice.

### Hipertrofia glandului
În unele cazuri apar anomalii în mărimea glandului, din cauza unor tulburări hormonale ce implică secreția crescută de androgeni. În rezultat, are loc dezvoltarea excesivă a clitorisului. Clitoromegalie reprezintă hipertrofia glandului, depășind 10 mm în lungime și 7 mm în diametru. Datorită dimensiunilor excepționale, cazurile de hipertrofie clitoridiană au fost semnalate pentru prima dată în publicațiile medicale de către chirurgul Ambroise Paré în „Des monstres et des prodiges“ (Monștri și minuni) (1573), apoi în cartea celebrului anatomist, Jean Riolan „Discours sur les hermafrodite“ (Discurs despre hermafrodite) (1614), care menționează lungime și diametru glandului clitorisului de mărimea „unui deget”.

## Anatomie
Glandul nu este alcătuit din țesut erectil, ci dintr-un nucleu conjunctiv acoperit cu un epiteliu cheratinizat acoperind vârfurile conice ale corpilor cavernoși. Epiteliul glandului conține numeroși corpusculi senzitivi sexuali ai voluptății.

## Fiziologie
Glandul clitorisului are sensibilitate deosebită în inițierea senzațiilor sexuale. În timpul răspunsului la stimulii sexuali, corpii cavernoși se umplu cu sânge umflând clitorisul. Din punct de vedere fiziologic, glandul clitorisul reprezintă un organ central al percepției sexuale. 
Semnalele sexuale senzoriale sunt transmise către segmentele sacrale ale măduvei spinării pe calea nervilor pudendali ai a plexului sacral, de aici impulsurile sunt transmise către creier.